# Jaroslav Beneš
Jaroslav Beneš (* 6. April 1892 in Prag; † 24. Juni 1963 ebenda) war tschechischer Philosoph und Theologe.

## Leben
Jaroslav Beneš besuchte das Gymnasium auf Vinohrady in Prag. Es folgte 1912 bis 1915 Studium an der Karls-Universität und ein Auslandsstudium von 1923 bis 1924 in Rom. 1925 wurde Benes zum Doktor der Philosophie, ein Jahr später zum Doktor der Theologie (Magister Aggregatus) ernannt. 1926 nimmt er gemeinsam mit Emilián Soukup, Silvestr Maria Braito, Metoděj Habáň, Reginald Dacík am Weltkongress der Tomisten teil. 1927 beginnt er als Dozent und 1929 als Professor der christlichen Theologie an der Theologischen Fakultät in Prag. Nach dem Krieg wird er Dekan des Instituts. Daneben war er Domherr der Allerheiligen auf der Prager Burg und kandidierte für das Amt des Erzbischofs. 

## Lehre
Er widmete sich dem Studium der Werke von René Descartes und Thomas von Aquin. Er beschäftigte sich mit den Themen der Wahrheit und Sicherheit, in denen er die Ursache für einige philosophische Irrtümer sah, gleichzeitig aber auch Quelle des modernen Subjektivismus, der die weitere gesunde Entwicklung des philosophischen Fortschritts gefährdete. In seinen weiteren Werken stellt er sich gegen den noetischen Idealismus und Sensismus und fordert den mäßigen Realismus.

## Werke

### Sachbücher
- Valor „possibilium“ apud S. Thomam, Henricum Gandavensem, B. Iacobum de Viterbio, Piacenza 1927
- Psychoanalyse. Freudova psychoanalyse a poměr křesťanské filosofie k ní, 1929
- Lidská duše a její mohutnosti, 1930
- René Descartes či Tomáš Akvinský? Problém poznání u Descarta s hlediska křesťanské filosofie, 1935, 1991
- Quomodo Cartesius problema criticum posuerit et solverit, 1936, 1937
- Rozumem ke zdroji pravdy, 1939
- Duch a hmota v theorii poznání, 1946

### Zeitschriftenbeiträge
- Scholastická filosofie kdysi a dnes, Život 1925
- Psychoanalyse, 1929
- Podstatný rozdíl mezi životem rozumovým a smyslovým, 1930
- O stavu filosofie v české mentalitě, a je-li možno přispěti jí metafysikou sv. Tomáše, 1932
- Autonomie a svoboda lidské vůle, 1935
- Fenomenologie ducha, 1936
- Základ poznání podle Descarta, Kanta a Tomáše Akvinského, 1948